# AAV7
AAV-7A1 (kratica za Amphibious Assault Vehicle 7A1, prej poznan kot LVT-P7) je gosenično amfibijsko oklepno transportno vozilo.
Razvito je bilo za uporabo v Korpusu mornariške pehote Združenih držav Amerike kot nadomestilo za družino oklepnih transporterjev LVT-5. V enote je prišlo leta 1972, malo pred koncem vietnamske vojne z imenom LVT-P7. Je precej večji od večine oklepnih transporterjev, ima odlične plovne lastnosti, posadka pa je zavarovana pred ognjem pehotnega orožja in granatnimi drobci.
Čeprav je AAV7 večji od drugih oklepnih transportnih vozil, se mnogokrat znajde tudi v tej vlogi, najboljše lastnosti pa pokaže pri klasičnih amfibijskih operacijah.